# Squillo (film, 1965)
Pour les articles homonymes, voir Squillo.
Pour plus de détails, voir Fiche technique et Distribution.
Squillo est un drame érotique italien réalisé par Mario Sabatini et sorti en 1965.

## Fiche technique
- Titre original italien : Squillo[1]
- Réalisation : Mario Sabatini
- Scenario : Mario Sabatini
- Photographie :	Luigi de Maria
- Montage : Aurelio Pennacchia
- Musique : Zeno Vukelich
- Décors : Lepanto Bussotti
- Société de production : Colombo Film, Lloyd Film
- Pays de production :  Italie
- Langue originale : Italien
- Format : Noir et blanc - Son mono - 35 mm
- Durée : 92 minutes
- Genre : Drame érotique
- Dates de sortie :
  - Italie : 1965 (visa délivré le 15 mai 1965[1])

## Distribution
- Pierre Cressoy : Gravossi
- Anna-Maria Polani : Bettina
- Cristina Gaioni : Mila
- Gina Rovere : Lora
- Marisa Merlini : Cerise
- Renato Baldini
- Mara Krupp
- Isarco Ravaioli
- Ettore Garofolo
- Luigi Barbocane
- Spartaco Battisti
- Armando Carini